# Манастирешка кула
Манастирешката кула (на македонска литературна норма: Манастиречка кула) е средновековна отбранителна кула в село Манастирец, Северна Македония.
Кулата е част от някогашния беговски чифлик в Манастирец. Времето на изгражданена кулата не е известно. Според конструкцията си е била предназначена за отбрана. Изградена е от камък и хоросан. Височината ѝ е 20 m и има куполест покрив.